# Milton Friedman
Milton Friedman (Nova York, 31 de juliol de 1912 — San Francisco, 16 de novembre de 2006) fou un economista estatunidenc guardonat amb el Premi del Banc de Suècia de Ciències Econòmiques en memòria d'Alfred Nobel l'any 1976. Amb George Stigler i altres, Friedman va ser un dels líders intel·lectuals de l'escola d'economia de Chicago, una escola neoclàssica de pensament econòmic associada al treball de la facultat de la Universitat de Chicago que va rebutjar el keynesianisme a favor del monetarisme fins a mitjans dels anys setanta. Quan es va girar cap a la nova macroeconomia clàssica molt basada en el concepte d’expectatives racionals. Diversos estudiants, joves professors i acadèmics que van ser reclutats o tutoritzats per Friedman a Chicago es van convertir en economistes destacats, com Gary Becker, Robert Fogel, Thomas Sowell i Robert Lucas Jr.

## Biografia

### Primers anys de vida

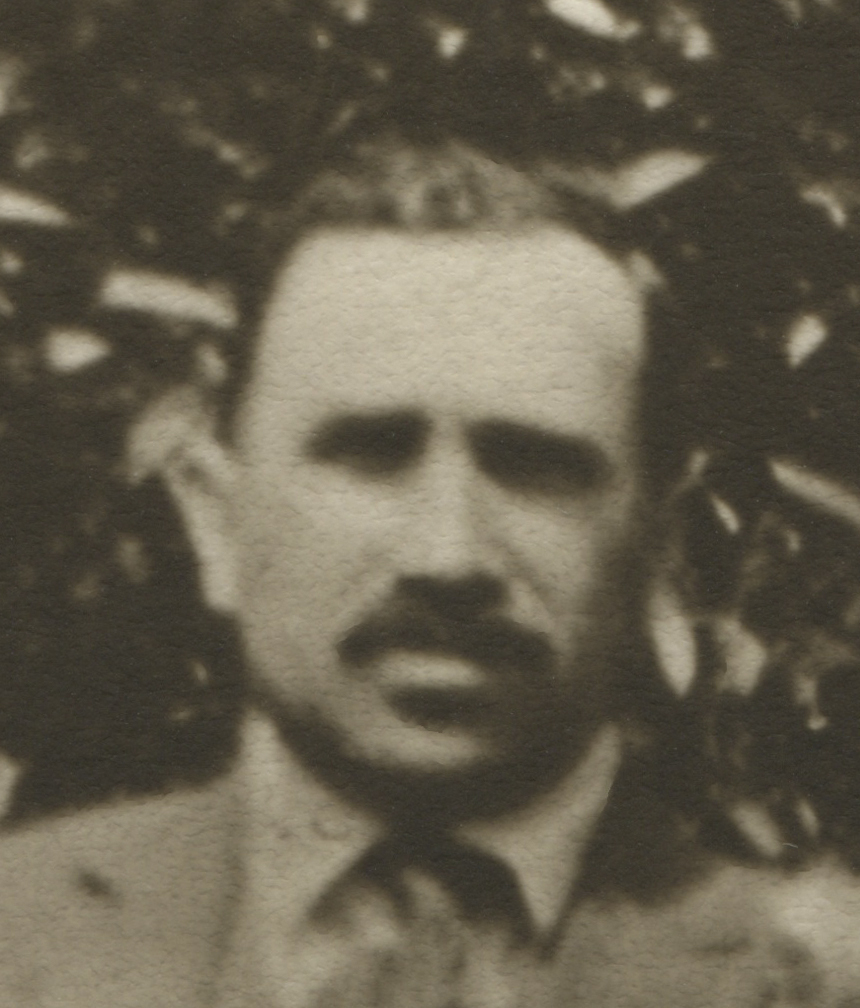
Jenő Saul Friedman, pare de Milton Friedman

Friedman va néixer a Brooklyn, Nova York el 31 de juliol de 1912. Els seus pares, Sára Ethel (de soltera Landau) i Jenő Saul Friedman, eren immigrants de classe treballadora jueva de Beregszász a la Rutènia dels Carpats, Regne d'Hongria (ara Bèrehove a Ucraïna). Van emigrar a Amèrica en la seva primera adolescència. Tots dos treballaven com a comerciants de productes secs. Friedman era el seu quart fill i únic fill, així com el més petit dels nens. Poc després del seu naixement, la família es va traslladar a Rahway, Nova Jersey.

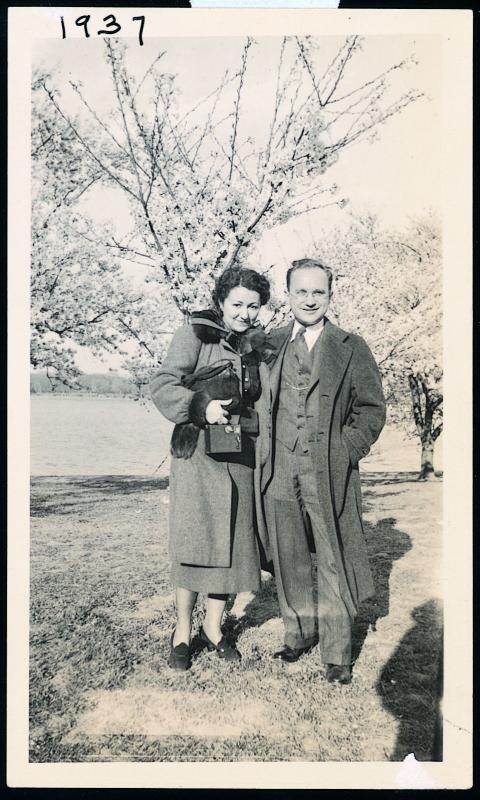
Milton Friedman i la futura esposa Rose Friedman el 1935

El pare de Friedman, Jenő Saul Friedman, va morir durant l'últim any de secundària de Friedman, deixant Friedman i dues germanes grans a càrrec de la seva mare, Sára Ethel Friedman. A la mort del seu pare l'any 1927 va haver de treballar en unes quantes botigues i restaurants per poder-se pagar la matrícula de la Universitat Rutgers, situada a la ciutat de Nova Jersey, per poder estudiar economia.
En la seva primera adolescència, Friedman va resultar ferit en un accident de cotxe, que li va fer cicatrius el llavi superior. Un estudiant amb talent i un àvid lector, Friedman es va graduar a la Rahway High School el 1928, just abans del seu 16è aniversari. Encara que cap membre de la família havia anat a la universitat abans de Milton, a Friedman se li va concedir una beca competitiva a la Universitat Rutgers (aleshores una universitat privada que rebia un suport limitat de l'estat de Nova Jersey, per exemple, per a aquestes beques). S'esperava que Friedman financés ell mateix el cost de la universitat. Es va graduar a Rutgers el 1932.

### Formació
Friedman pretenia inicialment fer-se matemàtic, però l'estat de l'economia, que es trobava en aquest moment en una profunda depressió, el va convèncer de fer-se economista. Se li van oferir dues beques per fer treballs de postgrau, una en matemàtiques a la Universitat de Brown i l'altra en economia a la Universitat de Chicago, on més tard impartiria classes. Friedman va triar aquest últim, i va obtenir un màster en arts el 1933. Va estar fortament influenciat per Jacob Viner, Frank Knight i Henry Simons. Friedman va conèixer la seva futura esposa, l'economista Rose Director, mentre estava a la Universitat de Chicago.
Durant l'any acadèmic 1933–1934, va obtenir una beca a la Universitat de Colúmbia, on va estudiar estadística amb l'estadístic i economista Harold Hotelling. Va tornar a Chicago durant el curs 1934–1935, treballant com a ajudant d'investigació per a Henry Schultz, que aleshores treballava en Teoria i mesura de la demanda.
Durant l'esmentat curs acadèmic 1934–35, Friedman va formar el que després seria amistat per a tota la vida amb George Stigler i W. Allen Wallis, tots dos van ensenyar amb Friedman a la Universitat de Chicago. Milton Friedman també va ser influenciat per dos amics de tota la vida, Arthur Burns i Homer Johnson. Van ajudar a Milton Friedman a entendre millor la profunditat del pensament econòmic.

### Servei públic
Friedman no va poder trobar feina acadèmica, així que el 1935 va seguir el seu amic W. Allen Wallis a Washington, DC, on el New Deal de Franklin D. Roosevelt va ser un salvavides per a molts economistes joves. En aquesta etapa, Friedman va dir que ell i la seva dona «veien que els programes de creació de llocs de treball com el WPA, CCC i PWA responen adequades a la situació crítica», però no «les mesures de fixació de preus i salaris de l’Administració Nacional de Recuperació i l’Administració d'Ajust Agrícola». Prefigurant les seves idees posteriors, creia que els controls de preus interferien amb un mecanisme de senyalització essencial per ajudar a utilitzar els recursos allà on es valoraven més. De fet, Friedman va concloure més tard que tota intervenció del govern associada al New Deal era «la cura equivocada per a la malaltia equivocada», argumentant que la Reserva Federal era la culpable, i que haurien d'haver ampliat l'oferta monetària en reacció al que va descriure més tard a Una història monetària dels Estats Units com " La gran contracció ". Més tard, Friedman i la seva col·lega Anna Schwartz van escriure A Monetary History of the United States, 1867–1960, que argumentaven que la Gran Depressió va ser causada per una severa contracció monetària a causa de les crisis bancàries i la mala política per part de la Reserva Federal. Robert J. Shiller descriu el llibre com el conte més influent de la Gran Depressió. Durant l'any 1935, va començar a treballar per a la National Resources Planning Board, que llavors estava treballant en una gran investigació sobre el pressupost del consumidor. Les idees d'aquest projecte van passar a formar part posteriorment de la seva Teoria de la funció de consum, un llibre que va descriure per primer cop la suavització del consum i la hipòtesi de la renda permanent. Friedman va començar a treballar al National Bureau of Economic Research durant la tardor de 1937 per ajudar Simon Kuznets en el seu treball sobre els ingressos professionals. Aquest treball va donar lloc a la seva publicació conjunta Income from Independent Professional Practice, que va introduir els conceptes d'ingressos permanents i transitoris, un component important de la hipòtesi de la renda permanent que Friedman va elaborar amb més detall a la Dècada del 1950. El llibre planteja la hipòtesi que les llicències professionals restringeixen artificialment l'oferta de serveis i augmenten els preus.
Els ingressos de la pràctica professional independent es van mantenir força controvertits dins de la comunitat econòmica a causa de la hipòtesi de Friedman que les barreres d'entrada, que van ser exercides i aplicades per l'Associació Mèdica estatunidenca, van portar a salaris més alts que la mitjana dels metges, en comparació amb altres grups professionals. Les barreres d'entrada són un cost fix que s'ha d'incórrer independentment de qualsevol factor extern, com ara l'experiència laboral o altres factors del capital humà.
Durant 1940, Friedman va ser nomenat professor ajudant que ensenyava Economia a la Universitat de Wisconsin-Madison, però es va trobar amb antisemitisme al departament d'Economia i va tornar al servei governamental. De 1941 a 1943 Friedman va treballar en la política fiscal en temps de guerra per al govern federal, com a assessor d'alts funcionaris del Departament del Tresor dels Estats Units. Com a portaveu d'Hisenda durant l'any 1942, va defensar una política fiscal keynesiana. Va ajudar a inventar el sistema de retenció de nòmines, ja que el govern federal necessitava diners per finançar la guerra. Més tard va dir: «No em disculpo per això, però realment m'agradaria que no ho haguéssim trobat necessari i m'agradaria que hi hagués alguna manera d'abolir la retenció ara». A les memòries escrites conjuntament de Milton i Rose Friedman, va escriure: «Rose m'ha renyat repetidament al llarg dels anys sobre el paper que vaig tenir per fer possible l'actual govern exagerat que tots dos critiquem amb tanta força».
A més de la seva activitat com a professor universitari a la Universitat de Chicago, entre 1946 i 1976 va treballar en el transcurs de la seva vida per al National Bureau of Economic Research, l'US Treasury Department com a consultor per a la realització del Pla Marshall i a partir de 1960 com a assessor polític del govern per a afers interiors i exteriors dels presidents Richard Nixon i Ronald Reagan.

## Recerca econòmica
El 1947 va fundar amb Friedrich August von Hayek la societat liberal clàssica "Mont Pèlerin". El 1957 va exposar en la seva obra A theory of the Consumption Function el supòsit contrari al de Keynes, és a dir, que la demanda privada no era depenent de l'ingrés corrent sinó de l'ingrés permanent dels subjectes econòmics. A curt termini, l'elevació dels ingressos corrents no provocava un efecte addicional sobre la demanda, de tal manera que la intervenció fiscal per part de l'Estat no aconseguia reactivar l'economia. El 1956, en el seu article "Studies in the Quantity Theory of Money", va reprendre la teoria clàssica quantitativa dels diners, on expressava el seu convenciment, contrari al de Keynes, de la relativa ineficàcia de la política monetària.
El 1963 en la seva publicació, realitzada conjuntament amb Anna Schwartz, Monetary History of the United States, 1867-1960 intenta mitjançant una detallada anàlisi al llarg del període estudiat, explicar que la crisi econòmica mundial de la Gran Depressió va ser el resultat de la política monetària restrictiva vigent.
Ferm defensor del liberalisme econòmic i el lliure mercat, és el més conegut dels economistes que van formar part de la denominada Escola de Chicago, gràcies a la difusió de la seva obra escrita, i fou el fundador del monetarisme. L'enunciat fonamental del monetarisme és que el creixement econòmic estable i l'estabilitat en els preus només podria arribar a través d'un continu creixement de la quantitat monetària, per això els bancs centrals deurien ser els responsables de la quantitat de diners en circulació. La influència de la taxa d'interès com a instrument de política monetària seria igualment rebutjat tant com l'ideal keynesià de l'estat de benestar.
Una forta intervenció en l'economia per part de l'Estat contradiu la comprensió de Friedman sobre la llibertat. En la seva obra principal apareguda el 1962 "Capitalisme i llibertat", explica les seves conviccions sobre la política social, i expressa que el capitalisme no només representa el millor sistema econòmic sinó que també ofereix l'espai més apte per a l'autorealització individual. Advoca per l'abolició del salari mínim regulat, per l'anul·lació de les subvencions (per exemple, en el sector agrari i de l'habitatge), per l'alliberament de l'accés a les professions, la privatització de la seguretat social, l'abolició de les restriccions a les importacions, entre d'altres. Friedman va arribar a ser famós especialment per la idea d'atorgar a tots els alumnes bons d'educació (Bildungsgutscheine) i substituir totes les prestacions socials per un impost negatiu sobre la renda a les famílies per sota de la línia de pobresa. Aquest model de val (model de xec) es troba per exemple en les actuals adopcions del xec dels nens i en els diners assistencials per als discapacitats.
El 1976 fou guardonat amb el Premi del Banc de Suècia de Ciències Econòmiques en memòria d'Alfred Nobel pels seus estudis en els camps de l'anàlisi del consum, història i teoria monetària i per la demostració de la complexitat de la política d'estabilització.

## Crítica a la teoria liberal
Milton Friedman és tan conegut per la seva defensa del liberalisme, com per la crítica frontal que s'ha anat guanyant al llarg del temps per la seva teoria. Tant ell com l'Escola de Chicago, amb Friederick Hayek com a pare filosòfic, han patit el soscavament constant de la seva teoria, tant per l'evident misèria provocada per les seves polítiques, com pel cos de científics i filòsofs que han anat rebatent tots i cadascun dels arguments d'aquesta Escola de Chicago.

### Xile, 1973
A través del cop d'estat a Xile el 1973 promogut pel govern dels Estats Units en què es va derrocar al president elegit democràticament i de caràcter socialista Salvador Allende, pel dictador i genocida Augusto Pinochet, els Chicago Boys (Escola de Chicago) van poder aplicar les seves receptes liberals a Xile, de fet aquestes mesures es trobaven redactades abans del cop d'estat. Com cita el filòsof Vergara Estévez "En este caso se dio el predominio de una especie de anarco-capitalismo que buscaba la utopía de autogobierno del capital, mediante la extensión de la racionalidad del mercado a todos los ámbitos de la vida humana y del planeta." Es va aplicar una doctrina del shock, com també en parla Naomi Klein, Vergara apunta "el Dr. Friedman recetaba un tratamiento de shock. El objetivo también se enunciaba claramente; se trataba de: “un “paquete” de medidas destinadas a eliminar los obstáculos que actualmente existen para obtener eficaz operación del mercado privado.”"

## Mort
El 1976 es traslladà a la ciutat de San Francisco per integrar-se a la Institució Hoover, on va continuar defensant la liberalització econòmica. El 16 de novembre de 2006 morí en un hospital de San Francisco a conseqüència d'un atac de cor a l'edat de 94 anys.

## Honors, reconeixement i llegat

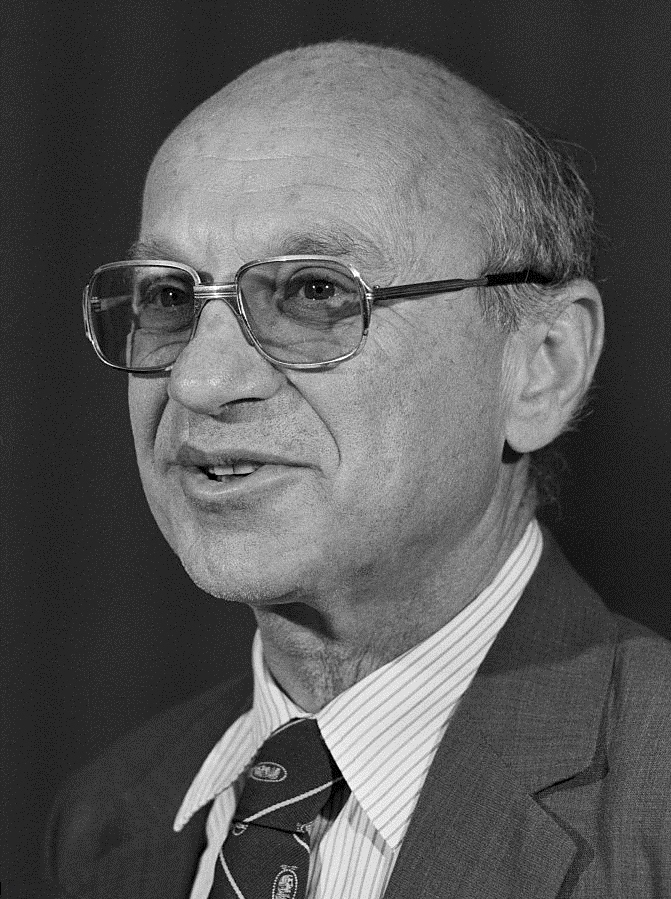
Friedman el 1976

George H. Nash, un important historiador del conservadorisme estatunidenc, diu que «a finals de la dècada del 1960 era probablement l'estudiós conservador més estimat i influent del país, i un dels pocs amb una reputació internacional». El 1971, Friedman va rebre el premi Golden Plate de l’American Academy of Achievement. Friedman va permetre que el llibertari Cato Institute utilitzés el seu nom per al seu premi biennal Milton Friedman per l'Avenç de la Llibertat a partir del 2001. El 2002 es va atorgar un premi Friedman al desaparegut economista britànic Peter Bauer, a l'economista peruà Hernando de Soto el 2004, a Mart Laar, antic primer ministre estonià el 2006 i al jove estudiant veneçolà Yon Goicoechea el 2008. La seva dona Rose, germana d’Aaron Director, amb qui va iniciar la Friedman Foundation for Educational Choice, va formar part del comitè de selecció internacional.
Friedman també va rebre el Premi Nobel d'Economia.
Després de la mort de Friedman, el president de Harvard, Lawrence Summers, el va anomenar «El gran alliberador», dient que «qualsevol demòcrata honest admetrà que ara tots som friedmanites». Va dir que la gran contribució popular de Friedman va ser «convèncer la gent de la importància de permetre que els mercats lliures funcionin».
Stephen Moore, membre de l'editorial de The Wall Street Journal, va dir el 2013: «Citar el defensor més venerat de l'economia de lliure mercat des d’Adam Smith s'ha convertit en una mica com citar la Bíblia». Afegeix: «De vegades hi ha interpretacions múltiples i conflictives».
Tot i que l'economista post-keynesià JK Galbraith va ser un destacat crític de Friedman i la seva ideologia, va observar que «L'edat de John Maynard Keynes va donar pas a l'era de Milton Friedman».

## Obres més destacades
- 1953: Essays in Positive Economics
- 1957: A Theory of the Consumption Function
- 1959: A Program for Monetary Stability
- 1962: Capitalism and Freedom
- 1963: Inflation: Causes and consequences
- 1969: The Optimum Quantity of Money and Other Essays
- 1970: The Counter-Revolution in Monetary Theory
- 1980: Free to Choose: A personal statement, amb Rose Friedman
- 2000: "Analytical and Continental Traditions in Perspective", pàgines 145-159, Friedman, M. a A Parting of the Ways. Carnap, Cassirer, And Heidegger